# Ibrahim Al-Helwah
Ibrahim Al-Helwah (18 agosto 1972) è un ex calciatore saudita, di ruolo portiere.